# Narcissu SIDE 2nd
《narcissu SIDE 2nd》（ナルキッソス サイド セカンド）是日本同人社團（Stage Nana）製作的一款免費同人遊戲軟體，於2006年夏季Comic Market發佈。這個軟體的簡單Demo版，預定於同年9月公開發佈，可是一再延期，最終於2007年5月16日公開正式版。另外、這個正式版也將narcissu收錄在內。

## 主要角色介紹
※在遊戲中角色均沒透露全名，全名是後來在官方網頁的角色介紹中加上的。
瀨津美（Sakura Setsumi，聲：綾川梨乃）
15歲。因為自己的病而讓雙親生活難苦、四處奔波而感到內疚。
在遇到姬子之後，過著與姬子一起行動的生活，亦逐漸受到姬子的影響而改變。
姬子（Shinohara Himeko，聲：柳瀨洋美）
22歲。性格活潑開朗，喜歡車，過去曾是個虔誠的天主教教徒。雖說是為了大學的學分，而於安寧病所當助手的工作，但在那裏的經驗亦影響了她以後的生活和性格。毫不忌諱地自稱為「偽天主教徒」，並沒再去參加禮拜。對汽車有強烈興趣。
想要結識一個年紀相差很多的朋友，而半強迫地讓瀨津美一起行動，並去實行剩下來死前的三個願望。
千尋（Shinohara Chihiro，聲：後藤邑子）
20歲。姬子的妹妹，大學生。虔誠的天主教教徒。常積極地做志工，也在安寧病所當助手。
優花（Akishima Yuka，聲：岩居由希子）
22歲。從很久以前就是姬子的朋友。姬子最後將愛車送給她。
媽媽（聲：田中涼子）
瀨津美的母親。
小女孩（聲：能登麻美子）
與過去的姬子認識，年幼的少女。過著與姬子一起行動的日子。

## 製作人員
- 劇本／導演：片岡智（日语：片岡とも）
- 映像原畫：MITAONSYA(narcissu)、(narcissu side 2nd)
- CG彩色：、松樹光
- 映像剪接：
- 背景：厨川亮、安田悠一
- 系統構圖：
- 系統劇本：O-Show
- OP動畫製作：
- 動畫協力：
- 網上四格漫畫：、
- 音樂：ebi(Sound Union)、石橋弘史、MASA、藤間仁（Elements Garden）、SENTIVE、eufonius、Birth Entertainment、ONOKEN、館內明（TGZ）、souten、Barbarian On The Groove
- 聲音收錄：
- 聲音加工：秋津環、樹原新（The SOTS）

## 歌曲
- SIDE 2nd主題曲：（narcissu）
  - 作詞：riya　作曲、編曲：菊地創　歌：eufonius
- SIDE 2nd插曲：「15 cm」（15厘米）
  - 作詞：Takashi（Σ-sigma-）作曲、編曲：sin（Σ-sigma-）歌：KAKO

## 中文版資訊
- 2007年5月17日KEY FANS CLUB表明了取得中文版的授權並開始SIDE 2nd中文化翻譯工作，至今仍未完成。
- narcissu SIDE 2nd中文版於2007年9月27日由完成繁體中文發佈，但只翻譯SIDE 2nd的新劇本部份，同綁的無印舊劇本部份並未翻譯。

## 外部連結
- （繁體中文）SIDE 2nd繁體中文版發佈點
- 《Narcissu Side 2nd》在視覺小說數據庫的頁面（英文）